# Cleave
Cleave è il quindicesimo album in studio del gruppo musicale nordirlandese Therapy?, pubblicato nel 2018.

## Tracce
1. Wreck It Like Beckett – 3:19
2. Kakistocracy – 2:58
3. Callow – 3:03
4. Expelled – 3:01
5. Success? Success Is Survival – 3:53
6. Save Me from the Ordinary – 2:57
7. Crutch – 3:00
8. I Stand Alone – 4:08
9. Dumbdown – 3:01
10. No Sunshine – 3:25

## Formazione
- Andy Cairns – voce, chitarra
- Neil Cooper – batteria
- Michael McKeegan – basso

## Classifiche
| Classifica (2018) | Posizione raggiunta |
| ----------------- | ------------------- |
| Regno Unito       | 43                  |